# Burkhard Wolk
Burkhard Wolk (* 25. März 1949 in Varel) ist ein deutscher Gitarrist, Ensembleleiter, Musikpädagoge, Autor und Rezitator.

## Leben
Wolk verbrachte seine Kindheit in Rostock und zog mit zwölf Jahren nach Ost-Berlin. Dort ließ er sich bei Jürgen Kliem an der klassischen Gitarre ausbilden und absolvierte ein Studium an der Spezialklasse der Musikschule Friedrichshain, das er mit der Bestnote abschloss. 
Er spielte in verschiedenen Rockbands in Berlin Leadgitarre, z. B. bei Uve Schikora, Toni Krahl, Opus und Con Fuoco. 1973 war Wolk Mitbegründer der Hardrock-Gruppe Vulcan, deren Leitung er ab Ende 1974 zusammen mit Rainer Nawrath übernahm. Durch wiederholten Kontakt mit dem Warschauer Experimentalstudio, zu Professor Patkowski, komponierte Wolk in Warschau und Berlin 24 elektronische Collagen für die Liveshows der Gruppe. Ab 1976 absolvierte Wolk an der Musikhochschule „Hanns Eisler“ bei Rosemarie Ecke ein Studium im Fach klassische Gitarre - und Tonsatz studierte er bei Wolfram Heicking. Er nahm an internationalen Tourneen als Liedbegleiter von Chris Doerk, Jürgen Walter und Barbara Kellerbauer teil. Insbesondere der Kontakt zu dem venezolanischen Gitarristen Alirio Díaz in Rom bezeichnet Wolk für ihn als einen seiner intensivsten Einflüsse. 1980 ließ er sich in Köln nieder, wo er ein zweites Studium der klassischen Gitarre an der Musikhochschule Köln von 1981 bis 1985 absolvierte. 1985 gründete er mit Thomas Kirchhoff das Albéniz-Guitar-Duo. 1991 bis 1994 war Thomas Müller-Pering sein Partner. Ab 2004 übernahm der Koblenzer Gitarrist Reiner Stutz den Part als zweites Mitglied.
Wolk absolvierte einige deutsche Erstaufführungen von Gitarrenwerken, u. a. Concierto madrigal von Joaquín Rodrigo, 24 Caprichos de Goya von Mario Castelnuovo-Tedesco und anderen. In dieser Zeit gab er Meisterkurse in Deutschland, Österreich, der Türkei, Großbritannien und den USA. Seit 2003 agiert Wolk auch als Rezitator, unter anderem einem multimedialen Konzept aus bild-musikalischen Collagen und den Texten Dante Alighieris Inferno. Durch die Zusammenarbeit mit dem Laserphysiker Michael von Hösslin, der als Schlagzeuger und Perkussionist in mehreren Jazzformationen wirkte, entwickelten beide ein Musikkonzept, das die Stringtheorie dahingehend interpretiert, dass die musikalischen Wahrheiten in einer von 26 Dimensionen lägen und durch Improvisation hörbar zu machen seien, wodurch Konzerte entstanden, die Freie Improvisation, Jazz und Klassik miteinander verknüpfen. Sozial engagiert sich Wolk durch wiederholte Benefizkonzerte für das internationale Kinderhilfswerk „Calcutta Rescue“.

## Diskografie
- Burkhard Wolk plays Johann Sebastian Bach
- Sonaten und Partiten, Partita Nr. 1 h-Moll BWV 1002, Münster, Fono-Schallplattengesellschaft, 1988
- Albéniz Guitar Duo interprète Vivaldi, Telemann, Franck, Granados, de Falla
- Albéniz Guitar Duo interprète „Aranjuez mon Amour“
- Albéniz Guitar Duo interprète „Classique italienne“
- Albéniz Guitar Duo interprète „Famous Modern Duo“
- Albéniz Guitar Duo plays Schubert & Mussorgski
- Albéniz Guitar Duo interprète „Classic unlimited“
- Albéniz Guitar and Friends play Vivaldi concertos
- Albéniz Guitar Duo interprète „MOSAIQUE“
- Albéniz Guitar Duo plays „24 Preludes & Fugues“ (Castelnuovo-Tedesco)